# Donkey Kong (computerspil)
 For alternative betydninger, se Donkey Kong. (Se også artikler, som begynder med Donkey Kong)
Donkey Kong (ドンキーコング Donkī Kongu) er et platformspil udviklet og udgivet af Nintendo i 1981 til en række konsoller. Spillet er et tidligt eksempel på platformsgenren, da det handler om at styre hovedpersonen gennem en række platforme og hoppe over forhindringer. Mario (oprindeligt Jumpman) skal redde en skønjomfru i nød, Pauline, fra en kæmpe abe ved navn Donkey Kong.

## Donkey Kong-spil
- 1981
Donkey Kong
- 1982
Donkey Kong Jr. (spilleautomat)
Donkey Kong (ColecoVision)
- 1983
Donkey Kong 3 (spilleautomat)
- 1988
Donkey Kong Classic (NES)
- 1994
Donkey Kong 94 (Game Boy)
Donkey Kong Country (SNES)
- 1995
Donkey Kong Land (Game Boy)
Donkey Kong Country 2 (SNES)
- 1996
Donkey Kong Land 2 (Game Boy)
Donkey Kong Country 3 (SNES)
- 1997
Donkey Kong Land 3 (Game Boy)
- 1999
Donkey Kong 64 (N64)
- 2000
Donkey Kong Country (Game Boy Color)
Donkey Kong Country 3 (Game Boy Color)
Donkey Kong Land 3 (Game Boy Color)
- 2003
Donkey Kong Country (Game Boy Advance)
- 2004
Mario vs. Donkey Kong (Game Boy Advance)
Donkey Konga (GameCube)
Donkey Kong Country 2 (Game Boy Advance)
- 2005
Donkey Kong Jungle Beat (GameCube)
- 2005
Donkey Kong King of Swing (Game Boy Advance)